# Liechtensteiner Cup 2006/07
Der Liechtensteiner Cup 2006/07 war die 62. Auflage des Fussballpokalwettbewerbs der Herren und wurde zwischen dem 11. August 2006 und dem 1. Mai 2007 ausgespielt. Der FC Vaduz konnte seinen im Vorjahr gewonnenen Titel erfolgreich verteidigen und nahm damit am UEFA-Pokal 2007/08 teil.

## Teilnehmende Mannschaften
Folgende 16 Mannschaften nahmen am Liechtensteiner Cup teil:
| - FC Vaduz - FC Vaduz II - FC Vaduz III - FC Triesen - FC Triesen II - USV Eschen-Mauren - USV Eschen-Mauren II - FC Balzers - FC Balzers II | - FC Triesenberg - FC Triesenberg II - FC Ruggell - FC Ruggell II - FC Schaan - FC Schaan II - FC Schaan III |

## 1. Vorrunde
Die 1. Vorrunde fand am 11. und 12. August 2006 statt.
| Datum      |                      | Ergebnis |                |
| ---------- | -------------------- | -------- | -------------- |
| 11.08.2006 | FC Schaan III        | 0:4      | FC Triesen     |
| 11.08.2006 | FC Ruggell II        | 1:3      | FC Schaan II   |
| 12.08.2006 | USV Eschen-Mauren II | 1:0      | FC Triesenberg |
| 12.08.2006 | FC Triesenberg II    | 4:2      | FC Vaduz III   |

## 2. Vorrunde
Die 2. Vorrunde fand am 12. und 13. September 2006 statt.
| Datum      |                      | Ergebnis  |               |
| ---------- | -------------------- | --------- | ------------- |
| 12.09.2006 | FC Triesenberg II    | 2:1       | FC Vaduz II   |
| 12.09.2006 | FC Triesen           | 1:4       | FC Schaan     |
| 13.09.2006 | USV Eschen-Mauren II | 7:6 n. E. | FC Balzers II |
| 13.09.2006 | FC Triesen II        | 1:2       | FC Schaan II  |

## Viertelfinale
Die Viertelfinals fanden am 17. und 18. Oktober 2006 sowie am 18. November 2006 statt.
| Datum      |                   | Ergebnis |                      |
| ---------- | ----------------- | -------- | -------------------- |
| 17.10.2006 | FC Triesenberg II | 0:1      | USV Eschen-Mauren II |
| 17.10.2006 | FC Schaan II      | 2:3      | FC Ruggell           |
| 18.10.2006 | FC Schaan         | 0:6      | FC Vaduz             |
| 18.11.2006 | FC Balzers        | 2:3      | USV Eschen-Mauren    |

## Halbfinale
Die Halbfinalbegegnungen fanden am 7. und 11. April 2007 statt.
| Datum      |                      | Ergebnis |                   |
| ---------- | -------------------- | -------- | ----------------- |
| 07.04.2007 | USV Eschen-Mauren II | 0:2      | FC Ruggell        |
| 11.04.2007 | FC Vaduz             | 3:1      | USV Eschen-Mauren |

## Finale
Das Cupfinale fand am 1. Mai 2007 im Rheinpark-Stadion Vaduz statt.
| Paarung   | FC Vaduz – FC Ruggell |
| Ergebnis  | 8:0 (2:0) |
| Datum     | 1. Mai 2007 |
| Stadion   | Rheinpark Stadion, Vaduz |
| Zuschauer | 950 |
| Tore      | 1:0 Benjamin Fischer (2.) 2:0 Pape Omar Fayé (43.) 3:0 Pape Omar Fayé (52.) 4:0 David Oehri (53., ET) 5:0 Yoann Langlet (63.) 6:0 Michele Polverino (67.) 7:0 Henrique Cornelio Bem (86.) 8:0 Yoann Langlet (90.+2') |